# La Forêt-sur-Sèvre
La Forêt-sur-Sèvre é uma comuna francesa na região administrativa da Nova Aquitânia, no departamento de Deux-Sèvres. Estende-se por uma área de 55,94 km². Em 2010 a comuna tinha 2 387 habitantes (densidade: 42,7 hab./km²).